# 张松溪
张松溪，明嘉靖時浙江鄞县（宁波）人，著名拳術家。個性沈毅寡言，恂恂有如儒者，其師父為大梁街人孫十三老。
張松溪練拳有五字訣，即「勤、緊、徑、敬、切」。傳徒僅三、四人，以葉近泉為之最。得近泉之傳者，有吳崑山、周雲泉、單思南、陳貞石、孫繼槎等人，皆各有授受。崑山傳李天目、徐岱岳。天目傳餘波仲、陳茂弘、吳七郎。雲泉傳盧紹岐。貞石傳夏枝溪、董扶輿。繼槎傳柴元明、姚石門、僧耳、僧尾。而思南之傳，則有王征南。
張松溪所習拳術源自南宋张三丰所傳之內家拳，而非太極拳。
他終身未娶，一生侍奉母親，最後於家鄉去世。

## 金庸小說中的張松溪
张松溪也是金庸小说《倚天屠龍記》中的人物，被設定為是张三丰的第四个徒弟，最足智多謀。
曾參與六大派遠征光明頂一戰，力戰明教五行旗，殺入光明頂後，與明教四大護教法王之一「白眉鷹王」殷天正比內力。
下山時武當派和六大派也被蒙古軍抓去萬安寺幽禁，各人被逼服下「十香軟筋散」，以致使不出武功，最後連同六大派被明教第三十四代教主張無忌解救出。
屠獅英雄會過後不久，適逢元朝「汝陽王」察罕帖木儿率二萬蒙古軍攻上少室山少林寺打算一舉纖滅武林羣雄，张松溪也有份與武林羣雄殺敵報國。

## 延伸閱讀
- 《少林武當考》唐豪著
- 《國技論略》徐哲東(徐震)著
- 《搏者·張松溪傳》沈一貫
- 《寧波府誌．張松溪傳》明張時徹等編
- 《太極拳勢圖解》許禹生著，1921年出版
- 《太極拳之研究》吳圖南 （页面存档备份，存于）著，香港商務出版，1984年版

## 影視形象

### 劇集
- 廖偉雄：香港無綫電視《倚天屠龍記》（1978年）
- 姜大川：台灣台視《倚天屠龍記》（1984年）
- 艾威：香港無綫電視《倚天屠龍記》（1986年）
- 李岡：香港無綫電視《倚天屠龍記》（2001年）
- 李晟毓：中國亞環影音《倚天屠龍記》（2003年）
- 郭軍：中國華誼兄弟、華夏視聽聯合出品《倚天屠龍記》（2009年）
- 曲吉：中國華夏視聽、企鵝影視聯合出品《倚天屠龍記》（2019年）

### 電影
- 尹靈光：《倚天屠龍記》（1963年）（第一集），香港粵語長片，峨嵋電影公司
- 何雲：《倚天屠龍記》（1965年）（第二集），香港粵語長片，峨嵋電影公司
- 吳杭生：《倚天屠龍記》及《倚天屠龍記大結局》（1978年）、《魔劍屠龍》（1984年），邵氏公司